# Roberto de Souza
Roberto Satoshi de Souza (ur. 19 września 1989 w São Paulo) – brazylijski zawodnik mieszanych sztuk walki wagi lekkiej. Od 13 czerwca 2021 roku jest mistrzem japońskiej organizacji RIZIN FF w wadze lekkiej.

## Życiorys
Roberto Satoshi de Souza urodził się 19 września 1989 roku w São Paulo, w Brazylii. Jego ojcem był Brazylijczyk, a matką Japonka. Już w młodym wieku zaczął ćwiczyć sztuki walki z ojcem, zaczynając od judo, a później przechodząc do jiu-jitsu. Szybko odniósł sukces w juniorskich dywizjach BJJ, wygrywając wiele mistrzostw, w tym mistrzostwa świata zarówno w swojej kategorii wagowej, jak i w kategorii open. Jednak po 2006 roku Mistrzostwa Świata w Jiu-jitsu odbyły się w Kalifornii, w USA, w związku z czym Roberto miał problemy ze znalezieniem sponsorów, aby móc rywalizować za granicą, co doprowadziło do jego tymczasowej nieobecności w tym sporcie. Wrócił w 2009 roku i z powodzeniem zdobył tytuł mistrza świata. Później Roberto odwiedził Japonię, aby odwiedzić swojego brata Mauricio, który otworzył tam akademię, i postanowił zostać tam na stałe. Aby związać koniec z końcem, pracował w fabrykach, zanim ostatecznie mógł zarabiać na życie, rywalizując i nauczając jiu-jitsu. 1 maja 2011 roku otrzymał czarny pas od swojego ojca, Adilsona de Souzy, który w późniejszym czasie zmarł z powodu choroby.
Jest żonaty z Yuri Suzuki de Souzą i ma dwie córki.

## Osiągnięcia

### Mieszane sztuki walki
- Real Fight Championship
  - 2016: Mistrz Real Fight Championship w wadze superlekkiej (do 74 kg)
- Rizin Fighting Federation
  - 2021–nadal: Mistrz RIZIN FF w wadze lekkiej

## Lista zawodowych walk MMA
| Wynik     | Bilans | Przeciwnik (bilans przed walką)      | Rozstrzygnięcie                                       | Runda | Czas | Rozgrywki                                      | Data       | Miejsce  | Uwagi                                                                       |
| --------- | ------ | ------------------------------------ | ----------------------------------------------------- | ----- | ---- | ---------------------------------------------- | ---------- | -------- | --------------------------------------------------------------------------- |
| Wygrana   | 19-3   | Won Bin Ki (18-9)                    | Techniczne poddanie (duszenie zza pleców)             | 1     | 0:50 | Rizin World Series in Korea                    | 31.05.2025 | Inczon   | Walka nie toczyła się o tytuł mistrzowski                                   |
| Wygrana   | 18-3   | Wugar Karamow (20-5)                 | Poddanie (duszenie trójkątne rękoma)                  | 1     | 4:45 | Rizin 49: Decade                               | 31.12.2024 | Saitama  | Obronił pas mistrzowski Rizin FF w wadze lekkiej.                           |
| Wygrana   | 17-3   | Luiz Gustavo Felix dos Santos (14-2) | TKO (ciosy pięściami)                                 | 1     | 0:21 | Rizin 48                                       | 29.09.2024 | Saitama  | Obronił pas mistrzowski RIZIN FF w wadze lekkiej. Main Event                |
| Wygrana   | 16-3   | Keita Nakamura (36-11-2. 1 NC)       | TKO (przerwanie przez sędziego)                       | 1     | 1:43 | Rizin Landmark 9                               | 23.03.2024 | Kobe     | Main Event                                                                  |
| Przegrana | 15-3   | Patricky Freire (24-11)              | TKO (kopnięcie)                                       | 3     | 0:49 | Bellator MMA vs. RIZIN 2: De Souza vs. Pitbull | 29.07.2023 | Saitama  | Ćwierćfinał Bellator Grand Prix w wadze lekkiej, Main Event                 |
| Wygrana   | 15-2   | Spike Carlyle (14-4)                 | Decyzja (jednogłośna)                                 | 3     | 5:00 | Rizin 42                                       | 06.05.2023 | Tokio    | Limit umowny -72 kg                                                         |
| Przegrana | 14-2   | A. J. McKee (19-1)                   | Decyzja (jednogłośna)                                 | 3     | 5:00 | RIZIN 40: Bellator MMA vs. RIZIN FF            | 31.12.2022 | Saitama  | Specjalny mecz MMA między organizacjami Bellator MMA i RIZIN FF. Main Event |
| Wygrana   | 14-1   | Johnny Case (27-7-1)                 | Poddanie (odwrócona dźwignia prosta na staw łokciowy) | 1     | 3:32 | Rizin 35                                       | 17.04.2022 | Chōfu    | Obronił pas mistrzowski RIZIN FF w wadze lekkiej. Main Event                |
| Wygrana   | 13-1   | Yusuke Yachi (23-11)                 | Poddanie (duszenie trójkątne nogami)                  | 2     | 3:30 | Rizin 33                                       | 31.12.2021 | Saitama  | Obronił pas mistrzowski RIZIN FF w wadze lekkiej. Co-Main Event             |
| Wygrana   | 12-1   | Tofiq Musayev (19-3)                 | Poddanie (duszenie trójkątne nogami)                  | 1     | 1:12 | Rizin 28                                       | 13.06.2021 | Tokio    | Zdobył pas mistrzowski RIZIN FF w wadze lekkiej                             |
| Wygrana   | 11-1   | Kazuki Tokudome (20-11-1)            | Poddanie (duszenie trójkątne nogami)                  | 1     | 1:44 | Rizin 27                                       | 21.03.2021 | Nagoya   | Co-Main Event                                                               |
| Wygrana   | 10-1   | Yusuke Yachi (21-9)                  | TKO (ground and pound)                                | 1     | 1:52 | Rizin 22                                       | 9.04.2020  | Yokohama | Main Event                                                                  |
| Przegrana | 9-1    | Johnny Case (26-6-1)                 | TKO (cios)                                            | 1     | 1:15 | Rizin 19                                       | 12.10.2019 | Osaka    | Ćwierćfinał RIZIN FF Grand Prix w wadze lekkiej                             |
| Wygrana   | 9-0    | Mizuto Hirota (18-10-2)              | KO (ciosy)                                            | 1     | 3:05 | Rizin 17                                       | 28.06.2019 | Tokio    |                                                                             |
| Wygrana   | 8-0    | Satoru Kitaoka (41-18-8)             | TKO (ciosy pięściami)                                 | 2     | 3:54 | Rizin 15                                       | 21.04.2019 | Yokohama | Debiut w kategorii lekkiej. Debiut w RIZIN FF                               |
| Wygrana   | 7-0    | Seung Dae Baek (1-0)                 | Poddanie (duszenie zza pleców)                        | 1     | 1:06 | Arzalet Fighting 4                             | 24.11.2018 | Seul     | Co-Main Event                                                               |
| Wygrana   | 6-0    | Thiago Oliveira (12-3)               | Poddanie (duszenie zza pleców)                        | 1     | 3:00 | Arzalet Fighting 2                             | 21.10.2017 | Kurytyba | Co-Main Event                                                               |
| Wygrana   | 5-0    | Pat Ayuyu (2-2-1)                    | Poddanie (dźwignia prosta na staw łokciowy)           | 1     | 1:54 | Real Fight Championship 5                      | 12.06.2016 | Tokio    | Zdobył pas mistrzowski Real Fight Championship w wadze superlekkiej         |
| Wygrana   | 4-0    | Yuta Kaneko (8-1-2)                  | TKO (ciosy pięściami)                                 | 1     | 2:06 | Real Fight Championship 4                      | 12.03.2016 | Tokio    |                                                                             |
| Wygrana   | 3-0    | Ryuki Ueyama (11-17-6)               | Poddanie (duszenie trójkątne rękoma)                  | 1     | 2:13 | Real Fight Championship 3                      | 5.12.2015  | Yokohama |                                                                             |
| Wygrana   | 2-0    | Doo Je Jung (7-13)                   | Poddanie (duszenie zza pleców)                        | 1     | 1:05 | Real Fight Championship 1                      | 23.12.2014 | Tokio    |                                                                             |
| Wygrana   | 1-0    | Nuerla Murati (0-0)                  | Poddanie (duszenie zza pleców)                        | 1     | 2:37 | Real Fight MMA Championship 3                  | 20.10.2013 | Pekin    | Debiut w zawodowym MMA                                                      |